# Japan i olympiska vinterspelen 1980
Japan deltog med 50 deltagare vid de olympiska vinterspelen 1980 i Lake Placid. Totalt vann de en silvermedalj.

## Medaljer

### Silver
- Hirokazu Yagi - Backhoppning - Normal backe.